# Economic Diversification Index
Der Index der ökonomischen Diversifizierung, kurz IdöD (englisch Economic Diversification Index, EDI) ist eine volkswirtschaftliche Kennzahl, die den Grad der wirtschaftlichen Stärke eines Staates anzeigt. 
Der IdöD setzt sich aus folgenden Kriterien zusammen:
- Anteil der Industrie am Bruttoinlandsprodukt (BIP)
- Zahl der Erwerbstätigen in der Industrie
- Stromverbrauch pro Kopf
- Exportorientierung der Wirtschaft

Der IdöD ist eines der Kriterien für die Klassifizierung der Zugehörigkeit zur Gruppe der am wenigsten entwickelten Länder (englisch Least Developed Countries, kurz LDC).